# 戒能章
戒能 章（かいのう あきら）は、日本の演出家、プロデューサー。
テレビ番組ではドキュメンタリー、ドラマ、音楽番組、情報番組、スポーツバラエティー等の特番など、幅広いジャンルの企画・演出・制作に携わる。近年は出版社と提携し、舞台の企画・プロデュースも手がけている。

## 経歴
愛媛県松山市に生まれる。南カリフォルニア大学に留学中、テレビ番組や映画会社の関係者と出会いが、帰国後の映像制作の道を開いた。演出家・プロデューサーとして、数多くの番組や映像制作を手がける。現在、株式会社ユーキース・エンタテインメント取締役 映像企画部長。

## 主な作品

### ドキュメンタリー番組
- 東日本大震災特番「花は咲くスペシャル」
- ガイアの夜明け「福祉で金を儲けろ！」
- ザ・ノンフィクション「ホテルは甦るのか？」
- スーパーテレビ最前線「世紀のスクープ映像」
- ドキュメンタリー人間劇場「37歳序二段力士奮闘記」
- ドキュメンタリー人間劇場「誰も知らない長嶋茂雄」
- 犯罪パニック「密着韓国サイバーポリス」
- 情熱大陸「もう一人の長嶋茂雄」
- 激突ヒーロー列伝「長嶋茂雄を超えるのは誰だ」
- 人生の楽園「人生の方程式」
- 心とき放つ楽園「ハワイの4島旅」

#### ドラマ
- 前橋市制100周年記念ドラマ「遥かなる八月の詩」
- スーパーテレビ特番ドラマ「遺言」
- BS特番生放送ドラマ「サトガエリ」（全9話）
- 文芸社刊ドラマ「珈琲物語」
- トリハダ（長編再現ドラマ） 米国実話「女子大生、生き埋め事件」

#### 情報・スポーツ番組
- 新春特番「名球会vsビートたけし＆芸能界ドリームチーム」
- 水曜特番「ビッグマンクラブ」（長嶋茂雄・尾崎将司・五木ひろし・渡哲也・宮沢りえ）
- リアルタイム（情報番組・政治担当）
- 星イチマニアックお笑いクイズ（インタラクティブ生放送番組）
- FIFAワールドカップ特番
- レジェンド 青木功プロ生活50周年記念スペシャル　（特番）
- 正月特番「長嶋茂雄のヒーロー列伝」
- 正月特番「長嶋茂雄vs尾崎将司」
- 年末スペシャル「長嶋さんと中居くん with 松井秀喜」
- 芸能50周年特番五木ひろし＆コロッケ「ふれあい人情旅」

### 音楽番組・PV・VP
- 坂崎幸之助の「レコード時代」
- Ocean Jazz Festival　特番
- 五木ひろし「武道館コンサート」「明治座公演中継（芝居『瞼の母』）」特番
- 布施明・大地真央・森山良子 コンサート特別番組（各アーチスト）
- さだまさし「がんばらんば」DVD
- 五木ひろし「青山劇場リサイタル」DVD
- 五木ひろし＆都はるみ「なかよしGood Friend」BS放送およびDVD
- 五木ひろし「山河」「冬の唄」「街」「夜明けのブルース」「博多ア・ラ・モード」PV

### 企業向け映像（VP・CM）
- ミサワホーム 社員研修用ドラマVP
- 飛島建設、NEXCO VP
- クリニコ（森永乳業） CM
- 東急不動産 販促用VP
- 事故対策機構（国土交通省） VP

### 舞台プロデュース
- 「ロードス島戦記」（紀伊國屋サザンシアター）
- 「少年陰陽師」（築地ブディストホール）
- 角川映画シネマコンサート「犬神家の一族・人間の証明・野性の証明」（東京国際フォーラム）映像演出及び制作
- ミュージカル舞台「時をかける少女」（日本橋劇場）
- 「真夜中のオカルト公務員」THE STAGE（渋谷伝承ホール）